# Overland Park
Overland Park – miasto w Stanach Zjednoczonych, w stanie Kansas, w obszarze metropolitalnym Kansas City. Około 165,9 tys. mieszkańców. Miasto słynie z corocznych targów autografów, na które zjeżdżają się liczne gwiazdy świata show-biznesu jak również ich fani.
W tym mieście kręcono również zdjęcia do serialu Wszystkie wcielenia Tary.
W mieście rozwinął się przemysł elektroniczny oraz chemiczny.